# 1916 au cinéma
| Années du cinéma : 1913 - 1914 - 1915 - 1916 - 1917 - 1918 - 1919    |
| Décennies du cinéma : 1880 - 1890 - 1900 - 1910 - 1920 - 1930 - 1940 |

Cet article présente les faits marquants de l'année 1916 au cinéma.

## Évènements
- 30 octobre : Max Linder débarque aux États-Unis.

## Principaux films de l'année
- Février : Le Fou de la falaise, film d’Abel Gance.
- 11 mars : The Flight of the Duchess, film d'Eugene Nowland.
- 19 avril : La Dame de pique, film de Yakov Protazanov avec Ivan Mosjoukine.
- 30 juin : Les Noces Sanglantes, de Louis Feuillade, dernier épisode des Vampires avec Musidora (Jeanne Roques, dite).
- 5 septembre : Le cinéaste américain D.W. Griffith réalise Intolérance.
- Septembre : Chantecoq, l'espionne de Guillaume, film d’Henri Pouctal.
- 16 décembre : Judex, série de Louis Feuillade.

- Charlot rentre tard : moyen métrage muet de et avec Charlie Chaplin.
- Le Jugement de Salomon : film français de Jacques de Baroncelli.

## Principales naissances
- 11 janvier : Bernard Blier, acteur français († 29 mars 1989).
- 7 février : Clement Baptista, réalisateur indien († 23 août 1986).
- 26 mars : Sterling Hayden, acteur américain († 23 mai 1986).
- 5 avril : Gregory Peck, acteur américain († 12 juin 2003).
- 1er mai : Glenn Ford, acteur américain († 30 août 2006).
- 8 juin : Luigi Comencini, réalisateur italien († 6 avril 2007).
- 12 juin : Irwin Allen, réalisateur, producteur et scénariste américain († 2 novembre 1991).
- 1er juillet : Olivia de Havilland, actrice américaine. († 26 juillet 2020).
- 18 septembre : Rossano Brazzi, acteur italien († 24 décembre 1994).
- 14 octobre : Jack Arnold, réalisateur américain († 17 mars 1992).
- 9 décembre : Kirk Douglas, acteur américain. († 5 février 2020).
- 23 décembre : Dino Risi, réalisateur italien († 7 juin 2008).

## Principaux décès
- 1er mars : Jean Mounet-Sully, acteur français, doyen de la Comédie-Française (° 27 février 1841).